# Condado de Albany (Wyoming)
O Condado de Albany é um dos 23 condados do Estado americano do Wyoming. A sede do condado é Laramie, que é também a sua maior cidade. O condado tem uma área de 11 160 km² (dos quais 93 km² estão cobertos por água), uma população de 32 014 habitantes, e uma densidade populacional de 2,9 hab/km² (segundo o censo nacional de 2000). O condado foi fundado em 1868.

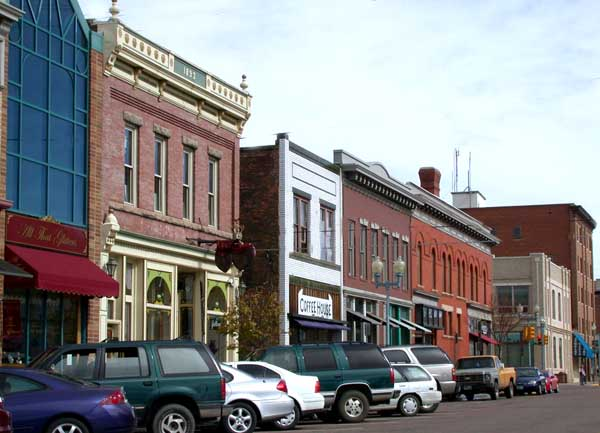
Centro de Laramie, sede do condado de Albany, no Wyoming

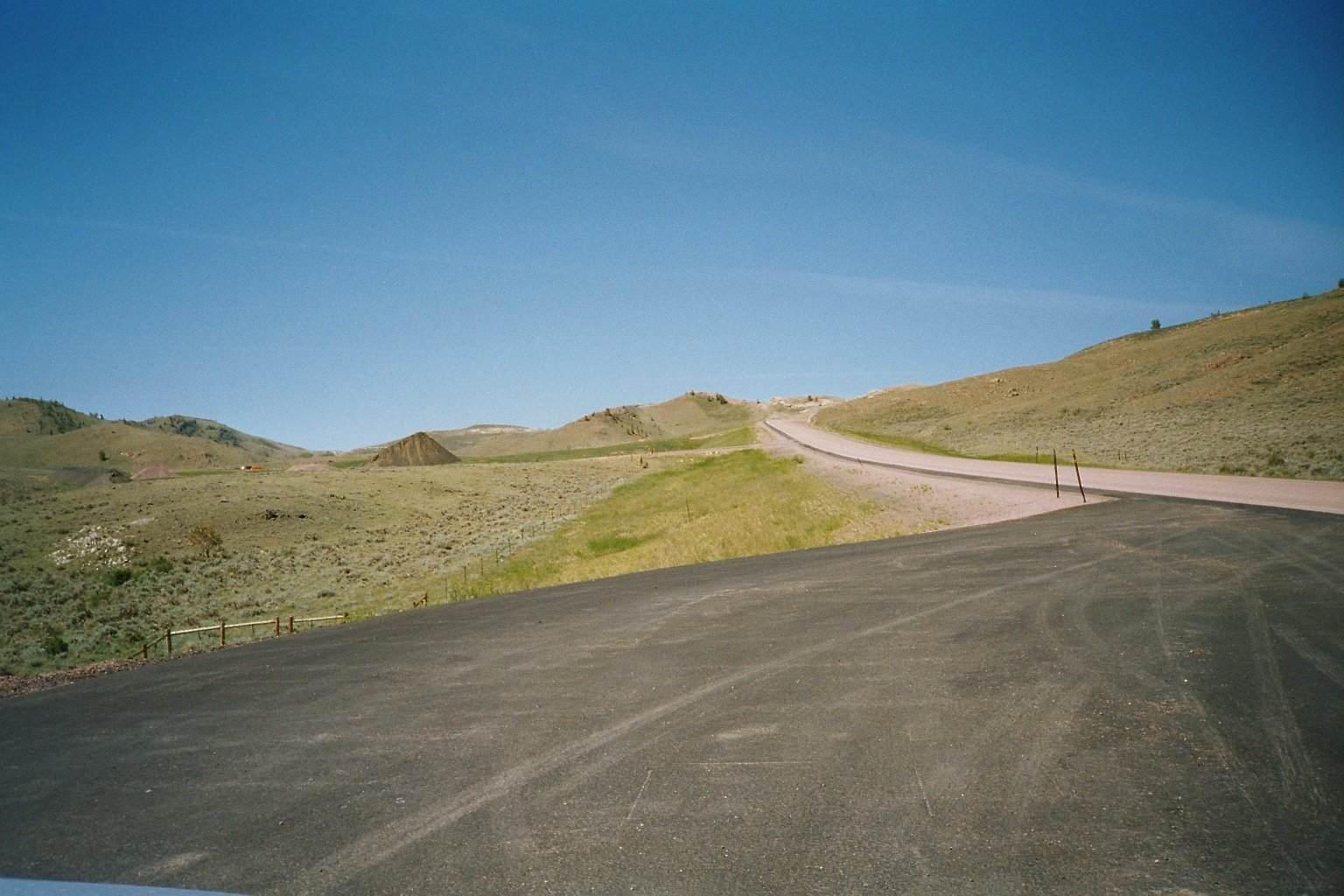
Estrada no condado de Albany, no Wyoming